# إدوارد شيبرد
إدوارد شيبرد (بالإنجليزية: Edward Shepherd)‏ (18 مايو 1903 في المملكة المتحدة - 1 يناير 1984 في المملكة المتحدة) هو لاعب كرة قدم بريطاني (وحمل سابقاً جنسية المملكة المتحدة لبريطانيا العظمى وأيرلندا) في مركز الظهير. لعب مع نادي برينتفورد.